# Guadalupe Amolocayan
Guadalupe Amolocayan är en ort i Mexiko.   Den ligger i kommunen San Diego la Mesa Tochimiltzingo och delstaten Puebla, i den sydöstra delen av landet, 110 km sydost om huvudstaden Mexico City. Guadalupe Amolocayan ligger 1 510 meter över havet och antalet invånare är 218.
Terrängen runt Guadalupe Amolocayan är huvudsakligen kuperad, men västerut är den platt. Runt Guadalupe Amolocayan är det ganska glesbefolkat, med 26 invånare per kvadratkilometer. Närmaste större samhälle är Izúcar de Matamoros, 17,5 km sydväst om Guadalupe Amolocayan. I omgivningarna runt Guadalupe Amolocayan växer huvudsakligen savannskog.